# Ernesto Gastaldi
Ernesto Gastaldi (* 10. September 1934 in Graglia) ist ein italienischer Drehbuchautor und Filmregisseur.

## Leben
Gastaldi begeisterte sich seit früher Jugend für das Kino und drehte Amateurfilme; später besuchte er das Centro Sperimentale di Cinematografia und begann 1958 als Regieassistent, etablierte sich jedoch bald als Drehbuchautor, zu Beginn der 1960er Jahre u. a. für Horrorfilme. Zwischen 1960 und 1989 war er für nahezu 120 Filme tätig, darunter zahlreiche erfolgreiche Italowestern, Kriminalfilme und andere Genrefilme der jeweiligen Blütezeit. Gelegentlich trat er selbst als Regisseur in Erscheinung, wobei die künstlerischen und kommerziellen Resultate enttäuschend waren.
Gastaldi ist mit der Schauspielerin Mara Chianetta verheiratet. Zwei seiner Pseudonyme sind Julian Berry und Gastad Green.
Unter diversen Namen (so Freddy Foster und James Duffy) veröffentlichte Gastaldi auch Romane, darunter etliche Groschenromane und zwei Biografien.

## Filmografie (Auswahl)
- 1962: Das schreckliche Geheimnis des Dr. Hichcock (L’orribile segreto del Dr. Hichcock)
- 1963: Perseus – der Unbesiegbare (Perseo l'Invincibile)
- 1963: Das Schloß des Grauens (Le vergine di Norimberga)
- 1963: Der Dämon und die Jungfrau (La frusta e il corpo)
- 1964: Das war Buffalo Bill (Buffalo Bill, l'eroe del Far West)
- 1964: Libido (auch Ko-Regie und Produktion)
- 1964: Ein Toter hing am Glockenseil (La cripta e l’incubo)
- 1966: Arizona Colt (Arizona Colt)
- 1966: Sartana (Mille dollari sul nero)
- 1966: Gern hab ich die Frauen gekillt (Spie contro il mondo)
- 1966: Ein fast perfekter Mörder (Delitto quasi perfetto)
- 1967: 10.000 blutige Dollar (10.000 dollari per un massacro)
- 1967: Django – der Bastard (Per 100.000 dollari t'ammazzo)
- 1967: Der Tod ritt dienstags (I giorni dell'ira)
- 1968: Django – Melodie in Blei (Uno di piu all'inferno)
- 1968: Schweinehunde beten nicht (I vigliacchi non pregano)
- 1969: Königstiger vor El Alamein (La battaglia di El Alamein)
- 1970: Frauen bis zum Wahnsinn gequält (Le foto proibite di una signora per bene)
- 1970: Sartana kommt… (Una nuvola di polvere… un grido di morte… arriva Sartana)
- 1970: Der Tod sagt Amen (Arizona si scatenò… e li fece fuori tutti!)
- 1971: Rocker sterben nicht so leicht (La lunga spiaggia fredda) (auch Regie)
- 1972: Drei Vaterunser für vier Halunken (Il grande duello)
- 1972: Das Geheimnis der blutigen Lilie (Perché quelle strane gocce di sangue sul corpo di Jennifer?)
- 1972: Sie verkaufen den Tod (Una ragione per vivere e una per morire)
- 1972: Il tuo vizio è una stanza chiusa e solo io ne ho la chiave
- 1973: Mein Name ist Nobody (Il mio nome è Nessuno)
- 1973: Die Säge des Teufels (I corpi presentano tracce di violenza carnale)
- 1974: Der Mann ohne Gedächtnis (L’uomo senza memoria)
- 1974: Der Berserker (Milano odia: la polizia non può sparare)
- 1975: Auge um Auge (La città sconvolta: caccia spietata ai rapitori)
- 1975: Nobody ist der Größte (Un genio, due compari, un pollo)
- 1975: Die Puppe des Gangsters (La pupa del gangster)
- 1977: Die Gewalt bin ich (Il cinico, l'infame, il violento)
- 1979: Die heilige Bestie der Kumas (Il fiume del grande caimano)
- 1988: Stradivari
- 1992: L'uovo del cucolo (auch Regie)